# Канадско-турецкие отношения
Канадско-турецкие отношения — двусторонние дипломатические отношения между Канадой и Турцией. 
Обе страны являются членами G20, НАТО, Организации экономического сотрудничества и развития, Организации по безопасности и сотрудничеству в Европе, Организации Объединённых Наций и Всемирной торговой организации.

## История
Первые турецкие мигранты прибыли в Канаду в конце XIX века с территории тогдашней Османской империи. В 1922 году, вскоре после обретения независимости, Канада выдала Великобритании свой первый внешнеполитический мандат, согласно которому она не будет участвовать в войне с Турцией во время Чанакского кризиса. Первый официальный контакт между двумя странами состоялся в 1943 году, когда турецкое правительство проинформировало Оттаву о своём намерении открыть постоянное посольство, которое было открыто в 1944 году. Канада последовала этому примеру в 1947 году, открыв посольство в Анкаре.
Во время Холодной войны отношения между двумя странами развивались в основном вокруг сотрудничества в военной сфере и безопасности в рамках НАТО. В марте 1985 года трое членов Армянской революционной армии напали на посольство Турции в Оттаве и взяли в заложники посла и ещё несколько человек в посольстве. Нападавшие хотели, чтобы Турция признала геноцид армян. Через четыре часа заложники были освобождены целыми и невредимыми, а вооружённые люди были взяты под стражу полицией. Это третье нападение армянских нападавших на турецкий дипломатический персонал в Оттаве за последние три года.
В 2004 году парламент Канады официально признал геноцид армян. Признание Канады отрицательно сказалось на двусторонних отношениях между двумя странами.
Между лидерами обеих стран состоялись многочисленные визиты на высоком уровне. В июне 2010 года президент Турции Реджеп Тайип Эрдоган посетил Канаду для участия в саммите G20 в Торонто. В ноябре 2015 года премьер-министр Канады Джастин Трюдо посетил Турцию для участия в саммите G20 в Анталье.
В июне 2019 года Канада и Турция подписали Меморандум о взаимопонимании об учреждении Совместного экономического и торгового комитета с целью проведения ежегодных встреч между канадскими и турецкими официальными лицами и предприятиями для расширения двусторонних торговых и инвестиционных возможностей.
9 октября 2019 года министр иностранных дел Канады Христя Фриланд заявила, что Канада «решительно осуждает» военное наступление Турции на северо-восток Сирии.
Во время Второй Карабахской войны Канада заняла нейтральную позицию, а Турция открыто поддержала Азербайджан. Однако после того, как было обнаружено, что канадские военные технологии использовались азербайджанскими военными, нападающими на мирных жителей, Канада приостановила экспорт в Азербайджан, что вызвало критику Канады со стороны Турции. Отношения между Турцией и Канадой начали обостряться с 2019 года после турецкой интервенции в Сирии. Турция обвинила Канаду в «двойных стандартах» при замораживании военного экспорта в Турцию, но не в Саудовскую Аравию, которая участвует в военном вмешательстве в Йемен.
23 мая 2021 года футбольный клуб Лилль выиграл титул французской лиги 1 под предводительством Бурака Йылмаза, Юсуфа Языджи и Джонатана Дэвида в качестве стартовой атакующей силы. Встреча между Канадой и Турцией ещё раз доказывает прочность отношений между двумя странами, поскольку трио игроков в сумме забило 36 мячей в 38 матчах.

## Торговля
В 2019 году товарооборот между двумя странами составил 2,4 миллиарда долларов США. Более 350 канадских компаний инвестируют в Турцию, в основном в области энергетики, горнодобывающей промышленности, информационных технологий и инфраструктуры.

## Оружие
В 2019 году Канада решила заблокировать экспорт оружия, потому что Турция использовала канадское оружие в турецких операциях в Сирии, но позже ограничения были ослаблены. Канада вновь ввела ограничения в 2021 году после того, как было обнаружено, что канадские технологии и оружие, которые были экспортированы в Турцию, использовались во Второй Карабахской войны и Турция нарушила внешнюю политику Канады и гарантии конечного использования, данные ею Канаде. Турция заявила, что этот шаг повлияет на двусторонние отношения и подорвёт солидарность альянса.

## Постоянные дипломатические миссии
- У Канады есть посольство в Анкаре и генеральное консульство в Стамбуле[12].
- У Турции есть посольство в Оттаве и генеральные консульства в Монреале, Торонто и Ванкувере[13].

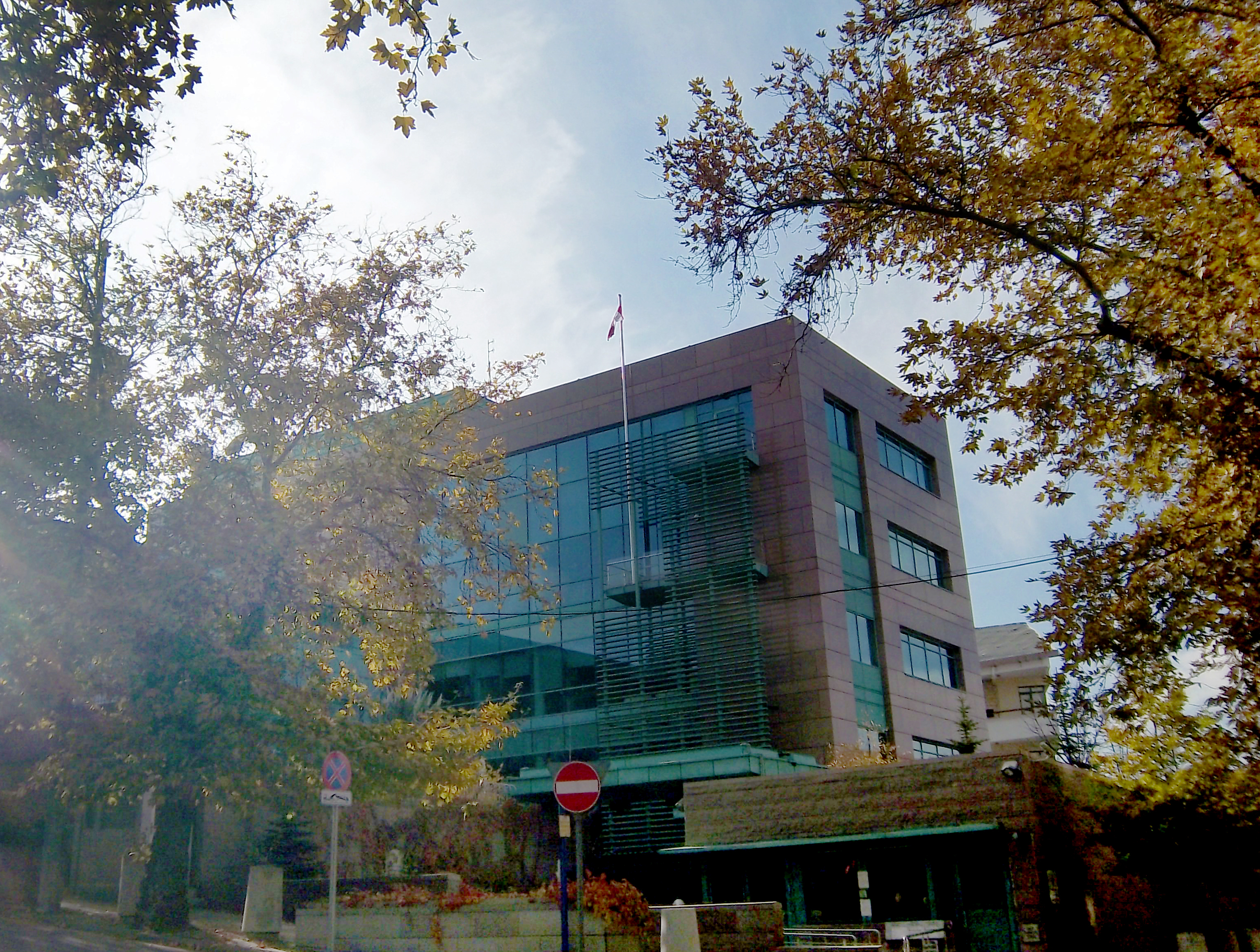
Посольство Канады в Анкаре
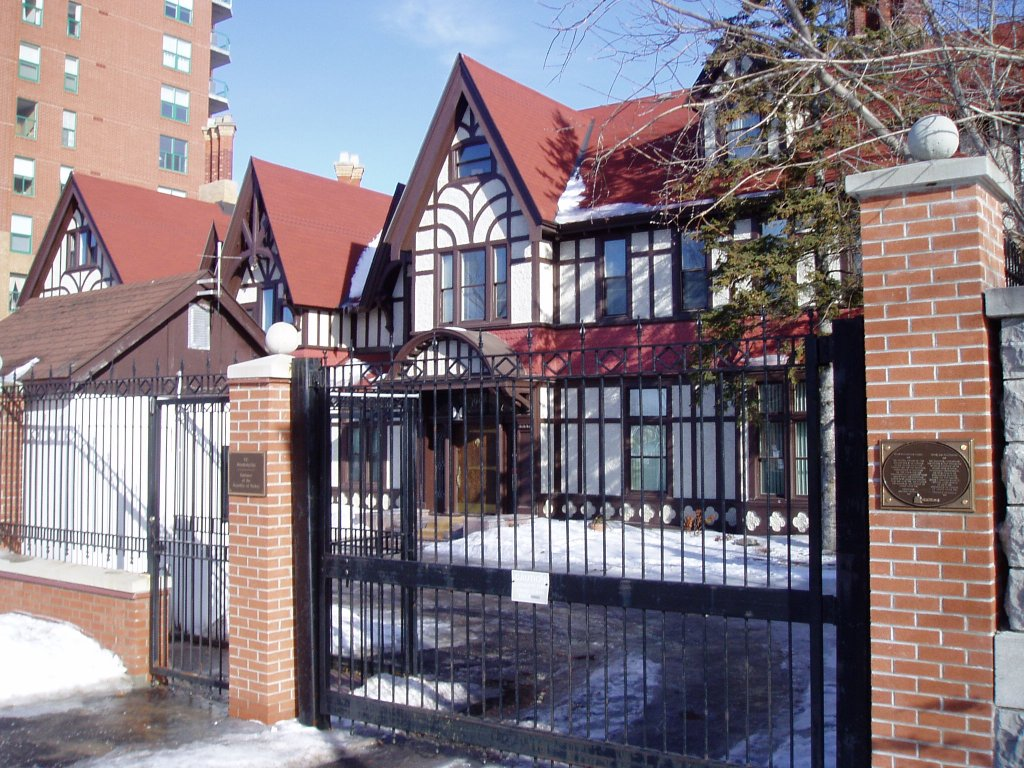
Посольство Турции в Оттаве